# A Whale
A Whale («Кит») — тайваньский танкер, переоборудованный в водоочистной корабль («суперскиммер») для сбора нефти. Является крупнейшим судном такого типа площадью в 3,5 футбольных поля и высотой с 10-этажный дом.

## Испытания в Мексиканском заливе
Судовладелец Нобу Су, основатель Taiwan Maritime Transport считал, что очиститель способен пропускать через очистные устройства 15-21 млн галлонов воды в день. . Поначалу предполагалось его использование для сбора нефти, разлившейся в Мексиканском заливе в результате взрыва нефтяной платформы «Deepwater Horizon». Корабль прибыл в Мексиканский залив 1 июля 2010 года. 
Танкер для начала работы должен был получить разрешение федерального Агентства по защите окружающей среды США. Дело в том, что по технологии, используемой танкером, после очистки от нефти, вода, которая ещё содержит примеси, выбрасывается обратно в океан, а по правилам Агентства примеси не должны превышать 0,0015%. 
16 июля Служба береговой охраны США объявила, что не даёт разрешение судну на работу по очистке воды в заливе, т.к. испытания показали, что эффективность танкера по сбору нефти «ничтожно мала» по сравнению с другими более манёвренными и меньшими суднами-скиммерами. 